# Abhilfeklage
Die Abhilfeklage ist eine zivilrechtliche Verbandsklage einer berechtigten Stelle gegen einen Unternehmer, die mit dem Verbandsklagenrichtlinienumsetzungsgesetz  mit Wirkung zum 13. Oktober 2023 in das deutsche Recht eingeführt wurde. Sie ist im Gesetz zur gebündelten Durchsetzung von Verbraucherrechten (Verbraucherrechtedurchsetzungsgesetz, VDuG) geregelt und dient der Umsetzung der Verbandsklagenrichtlinie (EU) 2020/1828.

## Abgrenzung
Die Abhilfeklage ist von der Musterfeststellungsklage zu unterscheiden, die ebenfalls im VDuG geregelt ist. Während bei der Musterfeststellungsklage eine Feststellung begehrt wird (§ 41 VDuG), zielt eine Abhilfeklage auf die Verurteilung eines Unternehmers zu einer Leistung an die betroffenen Verbraucher, unter anderem die Zahlung eines kollektiven Gesamtbetrags.

## Verfahren
Die allgemeinen Vorschriften über Abhilfeklagen sind in §§ 1 bis 13 des Verbraucherrechtedurchsetzungsgesetzes enthalten.
Mit der Abhilfeklage können gemäß § 14 VDuG klageberechtigte Stellen die Verurteilung des Unternehmers zu einer Leistung an die betroffenen Verbraucher begehren. Es kann ausdrücklich auch die Zahlung eines kollektiven Gesamtbetrags angestrebt werden. Dabei müssen laut § 15 Abs. 1 VDuG die von der Klage betroffenen Ansprüche der Verbraucher im Wesentlichen gleichartig sein. Dazu müssen die Ansprüche auf demselben Sachverhalt oder auf einer Reihe im Wesentlichen vergleichbarer Sachverhalte beruhen und es müssen für die Ansprüche die im Wesentlichen gleichen Tatsachen- und Rechtsfragen entscheidungserheblich sein.
Für die Einreichung einer Klage bei einem zuständigen Oberlandesgericht ist ein Verbraucherquorum erforderlich. Nach § 4 Abs. 1 Nr. 1 VDuG muss die klageberechtigte Stelle nachvollziehbar darlegen, dass von der Abhilfeklage Ansprüche von mindestens 50 Verbrauchern betroffen sein können. Betroffene Verbraucher melden ihre Ansprüche gemäß § 46 Abs. 1 VDuG bis zum Ablauf von drei Wochen nach dem Schluss der mündlichen Verhandlung zur Eintragung in das Verbandsklageregister an. Ein solcher Eintrag wirkt sich für den individuellen Verbraucher verjährungshemmend aus (§ 204a Abs. 1 Nr. 4 BGB). Ein Prozesskostenrisiko ist für ihn dadurch nicht gegeben.
Hält das Gericht die Klage dem Grunde nach für begründet, so erlässt es gemäß § 16 Abs. 1 S. 1 VDuG ein Abhilfegrundurteil. In diesem werden die konkreten Voraussetzungen, nach denen sich die Anspruchsberechtigung der betroffenen Verbraucher bestimmt und die von jedem einzelnen Verbraucher im Umsetzungsverfahren zu erbringenden Berechtigungsnachweise festgelegt. Nach Verkündung dieses Urteils strebt das Gericht nach § 17 Abs. 1 VDuG einen Vergleich der Parteien zur Umsetzung des Abhilfegrundurteils an. Kommt kein wirksamer Vergleich zu Stande, wird das Abhilfeverfahren nach § 17 Abs. 2 VDuG fortgesetzt und ein Abhilfeendurteil erlassen. Durch dieses wird nach § 18 Abs. 1 Nr. 1 VDuG das Umsetzungsverfahren angeordnet. Für dieses Verfahren ist ausschließlich das Prozessgericht der Abhilfeklage zuständig (§ 22 Abs. 1 VDuG). Es wird ein Sachwalter nach § 23 Abs. 1 S. 1 VDuG vom Gericht bestellt. Dieser richtet einen Umsetzungsfonds ein, aus dem er berechtigte Ansprüche der am Umsetzungsverfahren teilnehmenden Verbraucher erfüllt (§ 25 Abs. 1 S. 1, Abs. 3 S. 1 VDuG). Verbraucher nehmen nach § 26 VDuG am Umsetzungsverfahren teil, wenn sie ihre Ansprüche wirksam zum Verbandsklageregister angemeldet haben und ihre Anmeldung nicht wirksam zurückgenommen haben. Gegen die Entscheidung des Sachwalters kann der Verbraucher binnen vier Wochen begründeten Widerspruch einlegen, über die der Sachwalter entscheidet. Gegen eine erneute negative Entscheidung kann binnen zwei Wochen eine endgültige gerichtliche Entscheidung des Prozessgerichts beantragt werden (§ 28 VDuG).

## Kritik
Kritik richtet sich gegen § 4 Abs. 2 Nr. 3 VDuG, nach dem eine Abhilfeklage unzulässig ist, wenn sie von einem Dritten finanziert wird und diesem ein wirtschaftlicher Anteil an der vom verklagten Unternehmer zu erbringenden Leistung von mehr als 10 Prozent versprochen worden ist. Die marktüblichen Margen lägen deutlich höher und wären von der Erfolgsaussicht des Einzelfalls abhängig und daher umso höher, je größer das Risiko für den Drittfinanzierer ist. Die praktische Relevanz der Abhilfeklagen werde dadurch erheblich beschnitten.
Außerdem wird das Verfahren als zu kompliziert und zeitaufwendig kritisiert. Es sei zu erwarten, dass Verfahren zehn Jahre oder länger dauern könnten.

## Beispiele für Abhilfeklagen in Deutschland
Erste mediale Aufmerksamkeit bekam eine Sammelklage des Verbraucherzentrale Bundesverbands (vzbv), die sich wegen Preiserhöhungen im Festnetz-Internet gegen Vodafone richtet.